# Mixaderus cooperi
Mixaderus cooperi là một loài bọ cánh cứng trong họ Aderidae. Loài này được Báguena-Corella miêu tả khoa học năm 1948.